# 迷惑翻车鲀

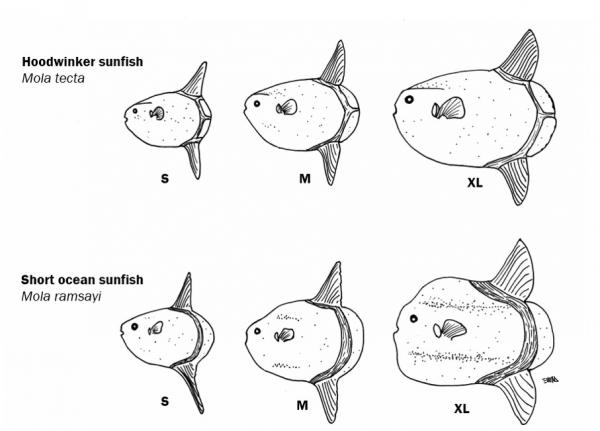
迷惑翻車魨和拉氏翻車魨的比較

迷惑翻车鲀，又稱蒙面翻車魨、騙子翻車魨、隱秘翻車魨，是翻車魨科翻車魨屬的其中一種。它與更廣為人知的翻車魚（Mola mola）關係密切。拉丁文「tecta」的意思是隱藏。之所以用「隱藏」一詞來命名，是因為這種魚長期混跡於其他種類的翻車魨中，直到最近才被發現。它於2015年在紐西蘭基督城附近的海灘上被發現，是130年來首次被確認的翻車魨新品種。迷惑翻車魨大多在南半球溫帶地區的澳大利亞、紐西蘭、智利南部和非洲南部附近水域被發現。海洋科學家瑪麗安娜·尼格哈德首次描述了這種魚，她在攻讀博士學位時曾研究過翻車魨。

## 描述
迷惑翻車魨是更廣為人知的翻車魚的同屬魚類。迷惑翻車魨和其他翻車魨一樣，體型扁平，幾乎是對稱的橢圓形。它的體形光滑，沒有凸起，最大體長為242公分。它的鰭上沒有刺，也沒有真正的尾鰭。它的鱗片已經進化成小刺。與軟骨魚一樣，迷惑翻車魨也有反影偽裝，即背側的顏色比腹側深。與其他翻車魨種相比，迷惑翻車魨體型更苗條，成魚體型更圓滑，沒有突出的吻部和尾鰭上的腫塊。它的體長可達三公尺，體重可達兩噸。在所有剖開的迷惑翻車魨中都發現了寄生蟲。

## 歷史
翻車魨屬下有三個現存物種：翻車魚、拉氏翻車魨（Mola alexandrini）和迷惑翻車魨。

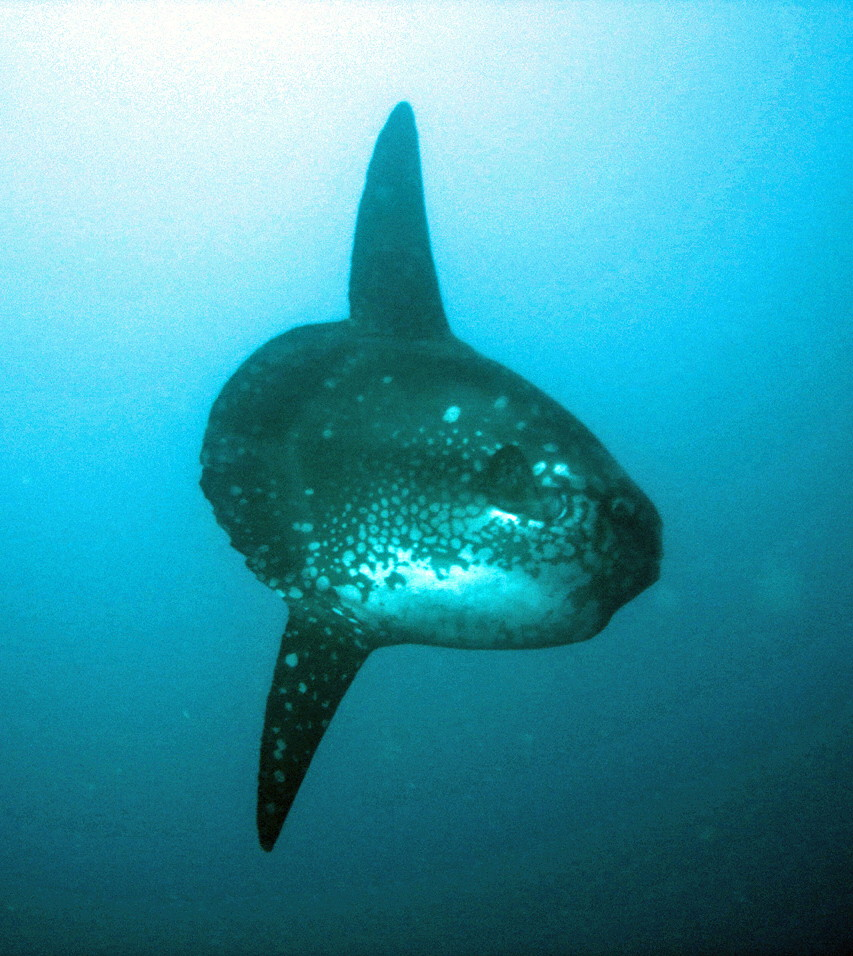
峇里島巨型翻車魚

翻車魚是最常見的翻車魨，於1758年被發現，拉氏翻車魨是在81年後的1839年被發現的。與這兩種近親相比，迷惑翻車魨是在2014年才被發現的。2004年，即迷惑翻車魨於2014年被正式命名的10年前，日本研究人員根據從澳洲水域獲得的基因訊息，發現了一個新的翻車魨物種。但是，他們沒能獲得關於這個新翻車魨物種的更多信息，也不知道這個翻車魨物種到底長什麼樣子。根據首次描述迷惑翻車魨的尼格哈德說，迷惑翻車魨很難研究，因為它們很難發現到，而且體型巨大，難以儲存。

## 分布
2014年在紐西蘭基督城附近的海灘上發現的迷惑翻車魨是130年來第一個被確認的翻車魨新物種。人們認為它主要生活在南半球，在紐西蘭、澳大利亞、南非和智利附近海域都發現過它的蹤跡。不過，在北半球也有多起發現這種魚的記錄，例如1889年在荷蘭阿默蘭島發現的一隻（以前被認為是翻車魚）以及2019年在加利福尼亞州聖塔芭芭拉附近發現的一隻2.1公尺長的標本。另一個翻車魨物種拉氏翻車魨在南太平洋被發現。相較之下，翻車魚是分佈最廣的物種，在除極地以外的所有主要海洋中都有發現。

## 食物
它們的食物包括紐鰓樽和管水母，因為這兩種生物存在於迷惑翻車魨的消化道中。

## 延伸閱讀
- Nyegaard, M.;  et al. . Zoological Journal of the Linnean Society. 2017, 182 (3): 631–658. doi:10.1093/zoolinnean/zlx040.

## 外部連結
- The hoodwinker sunfish discussed in RNZ Critter of the Week, 29 April 2022 （页面存档备份，存于）